# Betulia (Antioquia)
Pour les articles homonymes, voir Betulia.
Betulia est une municipalité située dans le département d'Antioquia, en Colombie.